# ميرنا الحسيني
ميرنا الحسيني (28 مايو 1987 - ) ممثلة صوت لبنانية.

## أدوار الدبلجة
- بن 10: أومنيفرس - بن الصغير (الصوت الثاني)
- أليس و لويس - أليس
- تيم تايتنز إنطلقوا! - رايفن (نسخة كرتون نتورك بالعربية)
- أبطال التايتنز ومهمة طوكيو - رايفن
- توم المتكلم والأصدقاء - جينجر
- ستيفن البطل - دكتورة بيرانكا ماهيسواران (حلقة "مأزق في المستشفى")
- عرض لوني تونز - لولا باني (الدبلجة اللبنانية)
- ليغو فرسان نكسو - ماسي هالبرت، روبن أندروود
- وقت المغامرة - تيفاني أو ستيفاني (الصوت الثاني)
- يوغي يو -  ، ليون + عدة ادوار
- أبطال ليوكو -  ،اود
- أوزوالدو - ليا

## أفلام تاريخية
- نجمة سهيل